# 三個音樂家
三個音樂家是畢加索繪製的兩幅相同的抽象拼貼油畫。兩幅作品都完成于1921年的楓丹白露，是綜合立體畫派作品的典型。其中一幅現藏於紐約市的現代藝術博物館，另外一個藏於費城美術館。
畫中的人物是一個丑角、一個小丑貝洛和一個僧侶，分別代表畢加索本人、纪尧姆·阿波利奈尔和馬克思·雅各布。后兩位是人在1910年代與畢加索來往頻繁。

## 外部連結
- Information from The Museum of Modern Art（页面存档备份，存于）
- Information from The Philadelphia Museum of Art